# Rébellion du Tyrol
Cinquième Coalition
Batailles
- Axams
- Sterzing
- Innsbrück
- Kufstein
- Volano
- Lofer
- Waidring
- Wörgl
- Strass im Zillertal
- 1re Bergisel
- 2e Bergisel
- Franzensfeste
- Pontlatzer Brücke
- 3e Bergisel
- Unken
- Lueg
- Hallein
- Melleck
- 4e Bergisel
- Pustertal
- Meran
- Sankt Leonhard in Passeier

La rébellion tyrolienne est un soulèvement contre-révolutionnaire de paysans de la province du Tyrol contre le royaume de Bavière, vassal de l'Empire français. Vaincu en 1805, l'empire d'Autriche cède le Tyrol à la Bavière ; cependant, la politique anticléricale et centralisatrice du nouveau régime provoque l'hostilité de la majeure partie de la population tyrolienne. En 1809, soutenus par Vienne, les paysans se rebellent. Menés par Andreas Hofer ils remportent plusieurs victoires et repoussent plusieurs offensives françaises et bavaroises avant d'être finalement vaincus au bout de plusieurs mois.

## Le Tyrol
Le Comté de Tyrol est une possession des Habsbourg depuis 1363, il dispose d'une Diète, (où sont représentés quatre ordres ; la noblesse, le clergé, la bourgeoisie et la paysannerie) qui administre le pays et d'un capitaine de province, chargé du pouvoir judiciaire, de la défense du pays, de la religion catholique et des libertés de la province. L'autorité autrichienne est représentée par le gouverneur, nommé par l'empereur.
À la fin du XVIIIe siècle, le Tyrol compte 600 000 habitants, dont 4 % appartiennent à la noblesse et au clergé, 17 % à la bourgeoisie et 78 % à la paysannerie. Le niveau de vie de la province est plutôt aisé, le servage y est aboli depuis plusieurs siècles, 40 % des paysans sont propriétaires de leurs terres. La région de Landeck avec la vallée de l'Inn est la plus pauvre, les vallées de l'Adige et de l'Eisack en revanche sont prospères. La population est essentiellement germanophone mais compte un quart de locuteurs italiens ainsi qu'une minorité de Ladins.
La population tyrolienne demeure très attachée au catholicisme, marquée par la présence des jésuites pendant le XVIIIe siècle ainsi que par la sécularisation de la principauté épiscopale de Trente et de Bressanone annexées par le comté en 1803. Elle s'oppose aux réformes libérales, anticléricales et centralisatrices du Joséphisme, politique initiée par l'empereur Joseph II du Saint-Empire, qui pousse le pays au bord de la révolte. Cette politique prend fin sous les règnes de Léopold II et François II.

## Les guerres révolutionnaires

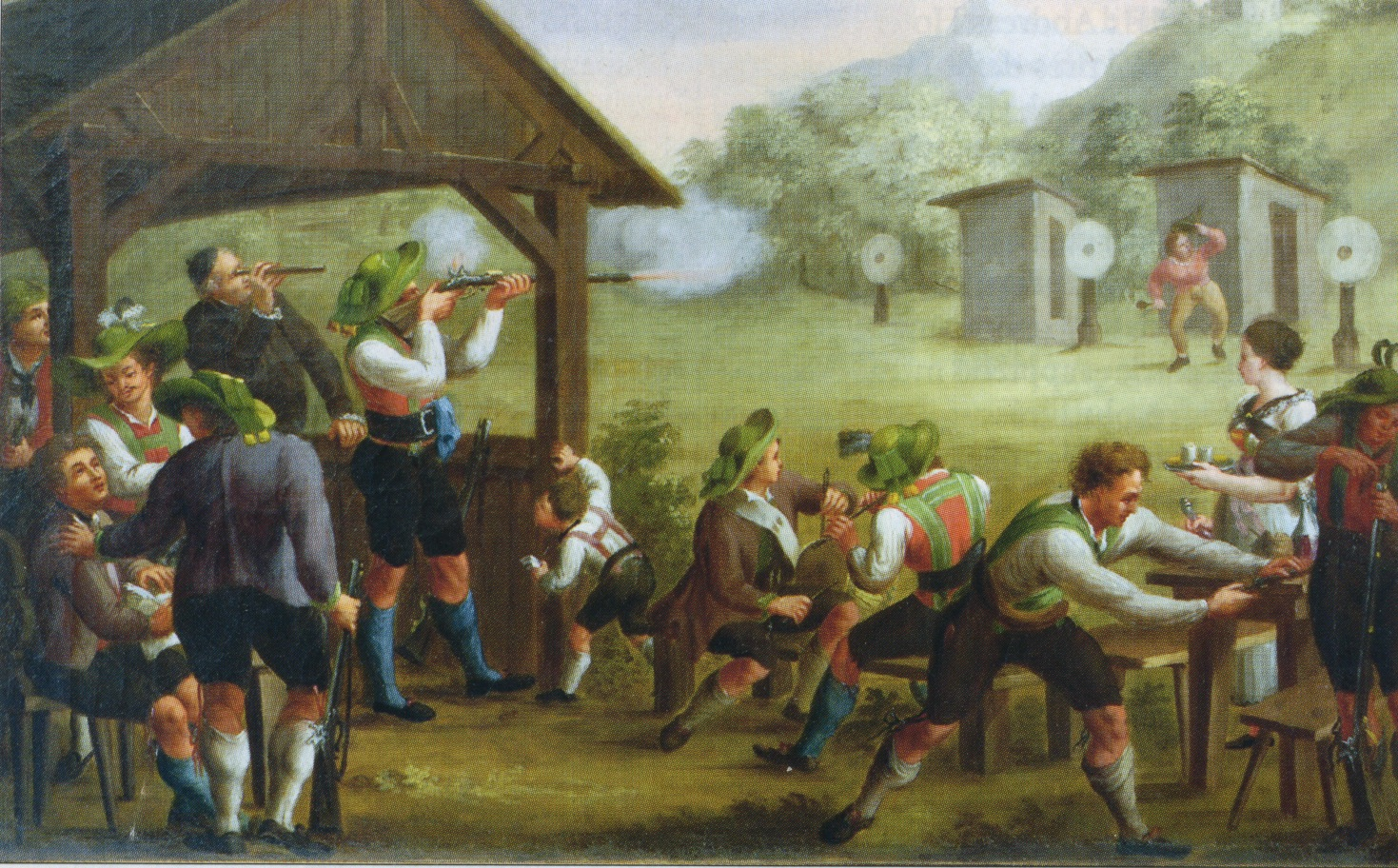
Entraînement des tirailleurs (Schützen) tyroliens, huile sur toile anonyme.

Depuis un édit daté de 1511, les Tyroliens sont autorisés à porter des armes à feu, mais tous les hommes âgés de 18 à 60 ans sont tenus de former une milice en cas d'invasion étrangère. Celle-ci est levée pour la première fois en 1703 où elle repousse les troupes françaises et bavaroises à Pontlatzer Brücke près de Landeck, pendant la guerre de Succession d'Espagne. À la suite de ce succès, ce système de milice se développe au Tyrol, les hommes âgés de 18 à 40 sont mobilisables dans les compagnies de tirailleurs (Schützen), et ceux de 40 à 60 ans en réserve, dans la milice territoriale (Landsturm). Ils sont tenus de s'entraîner au tir tous les dimanches, élisent leurs capitaines et ne peuvent être déployés en dehors du Tyrol.
Les milices sont levées de nouveau à partir de 1796, à la suite de la campagne d'Italie. En 1797, les Tyroliens affrontent les Français commandés par le général Joubert et les battent à Cembra. À partir de 1799, Ils adoptent une sorte d'uniforme après que certains de leurs miliciens aient été capturés et fusillés par les Français. D'abord disparates, ils se généralisent par la suite, avec un col vert, un brassard et une cocarde verte et blanche. En 1799, lors de la seconde campagne d'Italie, les milices sont à nouveau engagées sur la frontière suisse.

## L'occupation bavaroise

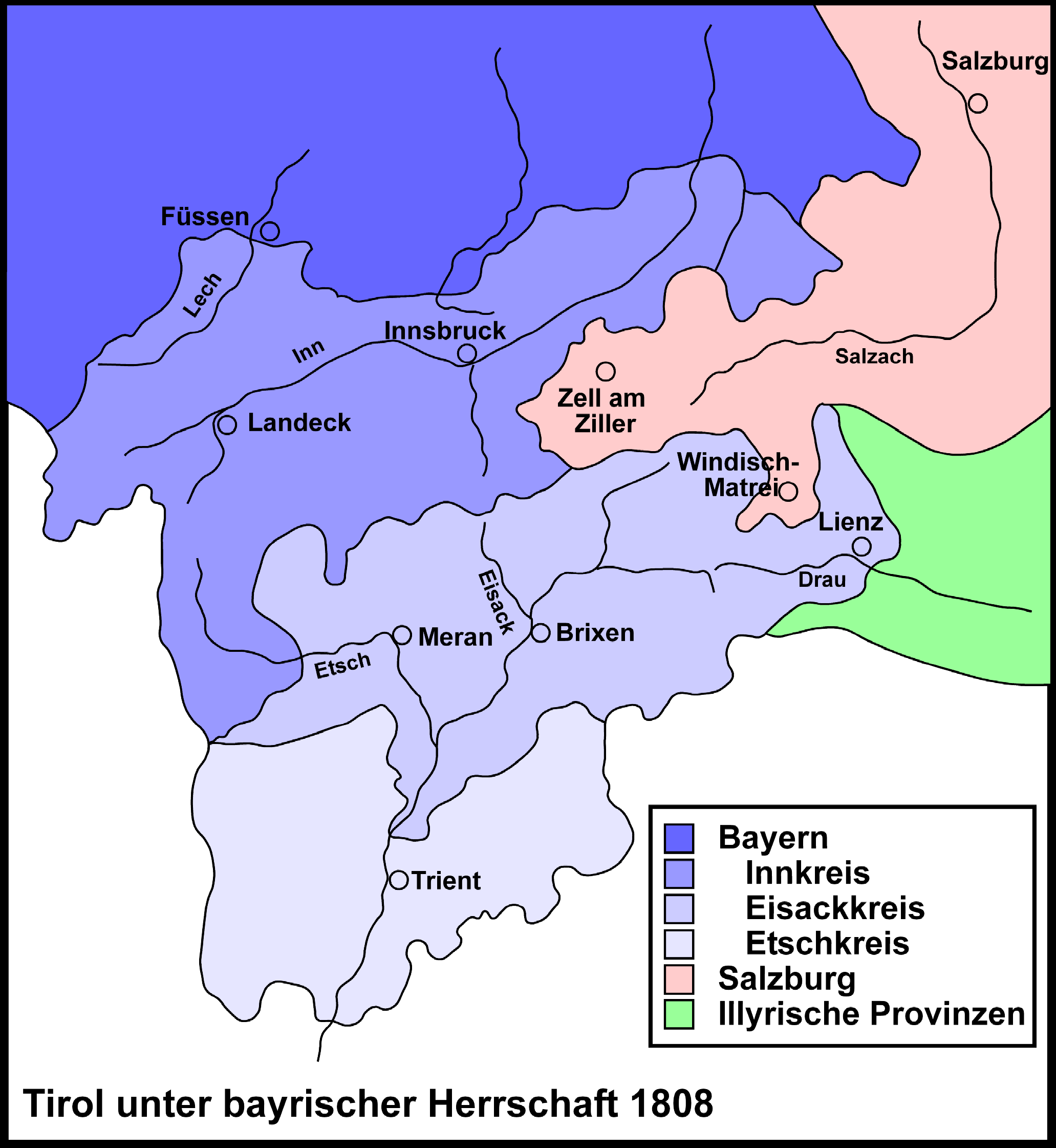
Le Tyrol en 1808.

En 1805, pendant la guerre de la troisième coalition, des troupes autrichiennes sont déployées au Tyrol, sous les ordres de l'archiduc Jean, le plus jeune frère de l'empereur d'Autriche François Ier. Mais après la victoire de Napoléon à Ulm, les troupes françaises menées par le maréchal Ney entrent au Tyrol en novembre. Sur ordre de l'empereur, l'archiduc Jean doit abandonner le pays. Les Français écrasent les miliciens tyroliens à Scharnitz mais sont durement malmenés au col de Strub, néanmoins tout le territoire est occupé en novembre. Dans une proclamation l'archiduc Jean promet à la population que l'Autriche reviendra libérer le Tyrol.
Dès la fin du mois les troupes françaises sont relevées par les troupes bavaroises. Le 26 décembre, l'Autriche vaincue à Austerlitz signe le traité de Presbourg. Le Tyrol est rattaché au royaume de Bavière, vassal de Empire français. Le roi Maximilien Ier de Bavière promet que la constitution du Tyrol sera respectée, cependant le nouveau régime devient rapidement impopulaire. D'une part les impôts augmentent de 20 % et l'application du blocus continental appauvrit le pays. En juin 1806, le Tyrol est officiellement supprimé et divisé en trois départements. La Diète, les charges de capitaine de province et de gouverneur sont supprimées. Le pouvoir civil est tenu par le commissaire de la Cour Arco, cependant ce dernier jugé trop modéré, est remplacé par trois autres commissaires ; Maximilien Lodron, Georg von Aretin et Johann von Welspeg, chacun à la tête d'un département. Des fonctionnaires venus de Bavière sont envoyés au Tyrol afin d'en faire un pays bavarois.
Cependant la première cause de mécontentement est la politique religieuse anticléricale de la Bavière. Plusieurs fêtes religieuses sont interdites, ainsi que les pèlerinages et les processions, le but étant d'améliorer le niveau de vie des paysans en augmentant le nombre des journées de travail. À partir de 1807, de nombreux couvents sont fermés et leurs biens saisis. Le clergé proteste, de nombreux prêtres refusent d'obéir, plusieurs sont arrêtés par la police et exilés. L'année 1807 voit la formation des premiers groupes de conjurés.
La même année, la Bavière lance une campagne de recrutement afin d'augmenter ses effectifs militaires. Un bataillon de volontaires est d'abord formé, cependant 300 hommes sur 900 désertent lorsqu'ils sont envoyés en Bavière. En janvier 1809, le gouvernement bavarois décide de lever au Tyrol 1 000 hommes pour un service de six ans, les appelés sont tirés au sort par les dés, mais presque tous les jeunes conscrits prennent la fuite et partent se cacher dans les montagnes.
Le 1er mai 1808, la Bavière adopte une nouvelle constitution, les trois départements tyroliens perdent leurs lois particulières et sont traités comme tout département bavarois.

## La préparation de l’insurrection
Consciente de l’impopularité de l’occupation bavaroise dans le Tyrol, l’Autriche multiplie les contacts avec la province à partir de l’année 1808. Très attaché au Tyrol où il est très populaire, l’archiduc Jean défend le projet d’une insurrection du pays appuyée par une entrée des troupes autrichiennes.
Trois conjurés, Franz Nessing, Peter Huber et Andreas Hofer se rendent à Vienne en janvier 1809 afin d’exposer la situation de la province, ils réclament des troupes, des munitions, une bonne intendance et le rétablissement de la constitution tyrolienne. Le 3 février, ils repartent pour le Tyrol avec des fonds pour organiser les compagnies.
Le plan de l’archiduc Jean est approuvé par l’empereur François Ier malgré l’opposition de l’archiduc Charles et de l’impératrice Marie-Louise à un soulèvement populaire. L'insurrection est fixée pour le 12 mars avant d’être reportée en avril. Les conjurés, des aubergistes majoritairement, s’attachent alors à organiser les groupes d’insurgés, à choisir des chefs dans tout le Tyrol. Seul le Trentin, au sud, semble moins disposé à l’insurrection. Des tracts sur la guerre d’Espagne et la guerre de Vendée sont distribués par le clergé afin de servir d’exemple.
La police bavaroise a de forts soupçons, certains conjurés, dont Hofer, sont identifiés, mais elle sera prise de court par les événements. Seulement 3 000 soldats bavarois commandés par le général Kinkel forment alors la garnison du Tyrol.

## L’insurrection tyrolienne et l’offensive autrichienne

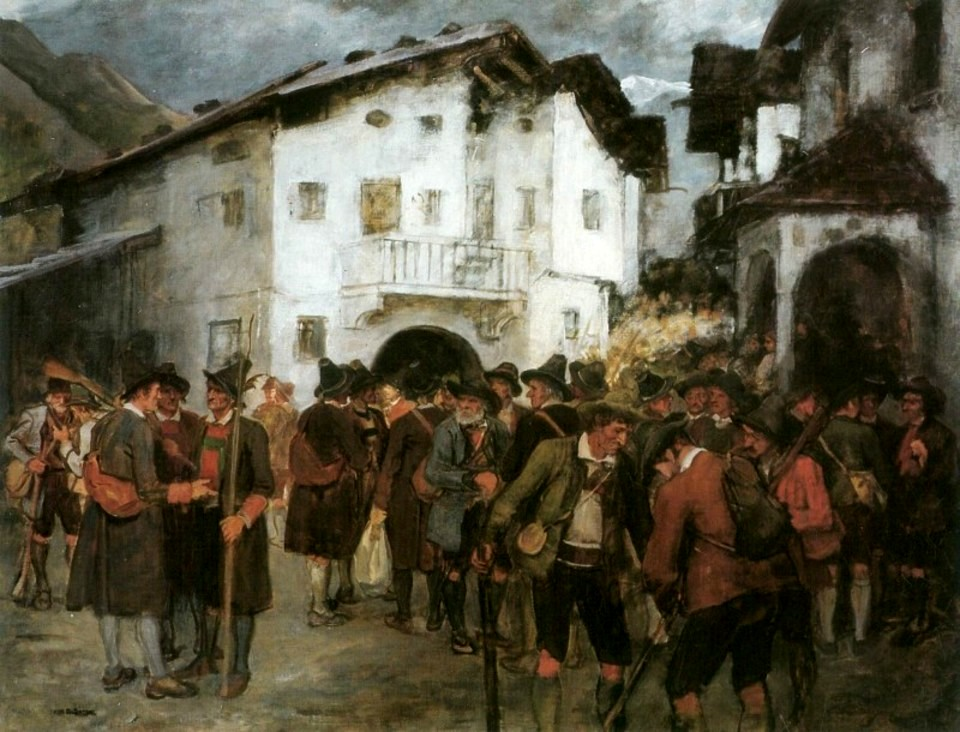
La rébellion, huile sur toile de Franz Defregger, 1900.

En avril 1809, la guerre de la cinquième coalition commence. Dans la nuit du 8 au 9 avril, à minuit, une armée autrichienne de 7 000 hommes et 17 canons entre au Tyrol. Cette force, divisée en neuf bataillons, est sous les ordres du lieutenant-général Jean-Gabriel du Chasteler, qui est secondé par les généraux Fenner (de), Marshall et Buol. Au matin, les Autrichiens entrent dans la ville de Lienz où ils sont accueillis en libérateurs par la population. Une autre colonne forte d'un régiment et deux bataillons commandés par le lieutenant-colonel Taxis attaque depuis Salzbourg. Harcelés par les premiers groupes d’insurgés, les Bavarois évacuent Bruneck sans parvenir à détruire le pont derrière eux. Le 10 avril, Brixen est assaillie par les tirailleurs tyroliens mais les Bavarois sont secourus par les 2 500 hommes d’une colonne française commandés par le général Bisson. Les Franco-Bavarois évacuent ensuite Brixen et se replient sur Innsbruck, au nord. Mais en chemin, ils sont attaqués par les paysans qui capturent 200 Bavarois de l’arrière-garde. Une deuxième colonne française commandée par le général Lemoine, qui devait suivre celle du général Bisson, préfère alors se replier vers le sud, sur Trente. 
Le 11 avril, Hofer bat les Bavarois à Sterzing et s'empare de la ville. Les Tyroliens l'évacuent quelques heures plus tard, à l'annonce de l'arrivée de la colonne Bisson. Mais les Franco-Bavarois ne s'attardent pas et poursuivent leur route sur Innsbrück. Le 12 avril, les hommes de Hofer peuvent reprendre possession de Sterzing sans difficulté. Pendant ce temps, les campagnes des environs d’Innsbrück se soulèvent et le 12 avril 6 000 paysans prennent d’assaut la capitale du Tyrol. Les Bavarois se rendent, mais certains sont exécutés sommairement. Le 13 avril, à l'aube, les 2 500 Français et 1 300 Bavarois du général Bisson arrivent aux portes d’Innsbrück et trouvent la ville aux mains des insurgés. Encerclé et constatant que ses hommes sont épuisés après avoir été continuellement harcelés en chemin par les embuscades et les éboulements provoqués par les Tyroliens, le général Bisson se rend. Ainsi en seulement quatre jours de combats, 6 000 soldats français et bavarois ont été faits prisonniers par les Tyroliens. Le 13 avril, Martin Teimer prend la tête des insurgés d'Innsbrück. Le même jour, Hall en Tyrol est prise par Speckbacher et sa garnison capturée,. 

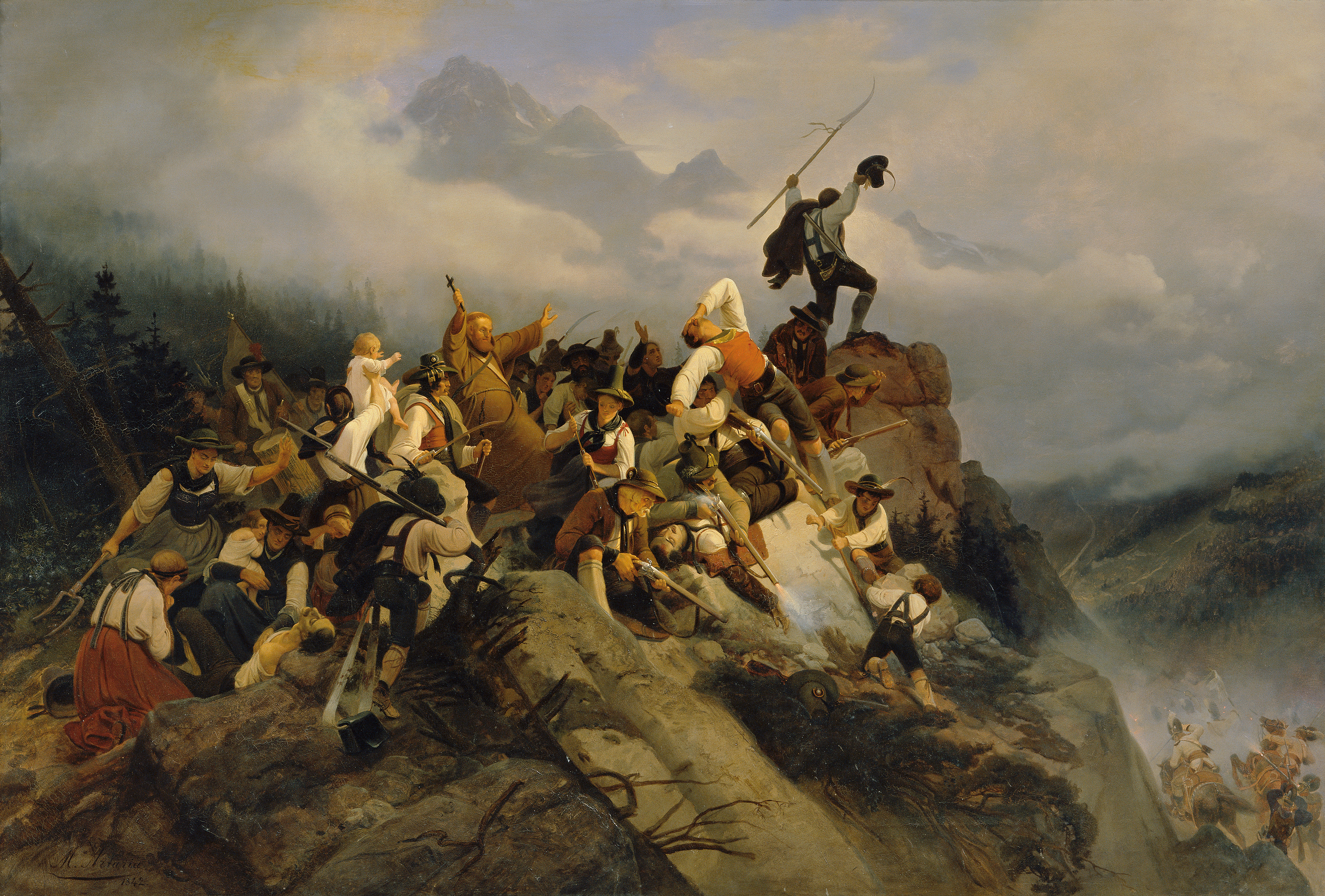
Le père Joachim Haspinger au combat avec les paysans insurgés, huile sur toile de Mathias Artaria, 1842, musée d'Histoire de l'art de Vienne.

De son côté, l’armée impériale autrichienne poursuit sa progression depuis l'est du Tyrol. Le 14 avril, elle entre dans Brixen et Sterzing. Chasteler envoie également trois bataillons au sud. Le 16 avril, les Autrichiens atteignent Innsbrück où la population leur fait un accueil triomphal. Presque tout le Tyrol est alors repris par l'Autriche. Josef von Hormayr et Anton von Reschmann prennent la direction de la province, les fonctionnaires bavarois sont arrêtés ou expulsés et des compagnies de tirailleurs sont organisées. Quelques jours après, le lieutenant-colonel Taxis lance les premières incursions en Bavière, où des réquisitions à la limite du pillage sont effectuées.
Au sud, le général français Baraguey d'Hilliers occupe Trente à la tête de 10 000 hommes mais il doit regagner l’Italie après la défaite du vice-roi d'Italie Eugène de Beauharnais à la bataille de Sacile. Les Autrichiens marchent alors sur le Tyrol italien où l’insurrection a été plus faible. Le 24 avril, ils rattrapent les Français de Baraguey d'Hilliers à Volano, où une bataille indécise a lieu. Les Français poursuivent ensuite leur retraite vers l'Italie et les Autrichiens prennent Rovereto, achevant ainsi la reconquête du sud du Tyrol. Fin avril, les Bavarois ne contrôlent plus au Tyrol que la forteresse de Kufstein, assiégée. L’empereur d’Autriche fait alors publier le manifeste de Schärding où il annonce son intention de rattacher le Tyrol à l’Autriche.
Cependant si l'offensive autrichienne au Tyrol est un succès, il n'en est pas de même de celle lancée contre la Bavière. Le 23 avril, le corps principal autrichien, commandé par l’archiduc Charles, est battu par Napoléon à la bataille de Ratisbonne. En conséquence de cette défaite, l'armée d'Italie commandée par l'archiduc Jean doit à son tour se replier malgré sa victoire à Sacile. 4 000 soldats français commandés par le général Rusca entrent alors au Tyrol par le sud et prennent Trente le 4 mai. Mais un régiment autrichien et 4 000 tirailleurs tyroliens contre-attaquent aussitôt et Rusca préfère battre en retraite pour regagner l'Italie.

## Première offensive de Lefebvre

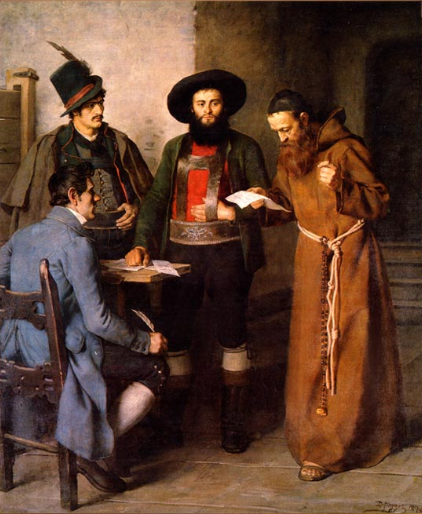
Héros tyroliens, huile sur toile de Franz Defregger, 1894.

Après avoir repoussé les Autrichiens de Bavière, les Français entrent en Autriche. Le 30 avril, ils occupent Salzbourg. Le 13 mai, Vienne, la capitale autrichienne, est occupée par Napoléon.
Le 11 mai, 25 000 Bavarois commandés par le maréchal alsacien François Joseph Lefebvre entrent au Tyrol. La première colonne commandée par Lefebvre et von Wrede passe le col de Strub où elle prend d’assaut les tranchées tyroliennes. La deuxième colonne, commandées par von Deroy brise le siège de Kufstein. La troisième commandée par le prince Louis, fils du roi de Bavière, reste en réserve.
Les embuscades des tirailleurs tyroliens ne peuvent empêcher la progression des Bavarois. Le 11 mai Lofer est prise aux tirailleurs, le 12 Franz Fenner est battu à Waidring. Le général autrichien Chasteler gagne Wörgl avec 5 000 hommes mais il est attaqué le 13 mai par les forces bavaroises. Trop inférieurs en nombre, les Autrichiens sont écrasés et se replient sur Innsbruck laissant derrière eux 600 morts et 2 000 prisonniers. Conspué par la population qui lui reproche sa défaite, Chasteler doit s’enfuir vers le col du Brenner. Les Bavarois marchent alors sur Innsbruck, réprimant au passage l’insurrection et commettant des exactions. À Waidring, Kirchdorf in Tirol, Strass im Zillertal, Schlitters, des fermes sont incendiées et des civils, hommes, femmes et enfants, massacrés, fusillés ou pendus. Le lendemain de la bataille de Wörgl, Speckbacher est vaincu à Strass im Zillertal. Le 15 mai, la ville de Schwaz, défendue par Taxis, est prise d’assaut par la division von Wrede. Malgré les ordres du général bavarois, la ville est incendiée, des exactions sont commises et des dizaines de civils massacrés,.
Craignant une attaque au sud, Chasteler abandonne Innsbruck et rassemble ses troupes à Steinach am Brenner. Lefebvre engage des pourparlers au Tyrol où l'occupation de Vienne par les Français est bientôt connue. Dans le camp austro-tyrolien, règne la division et l'indécision. Le 19 mai, les Bavarois entrent à Innsbruck sans se voir opposer de résistance. Chasteler se replie ensuite sur l’Autriche. Pour Lefebvre, le Tyrol est pacifié.
Dès le 23 mai, sur ordre de Napoléon, Lefebvre et von Wrede quittent Innsbruck pour Salzbourg afin de poursuivre l’armée du général autrichien Jellachich. Seule reste la division du général von Deroy, forte de 8 000 hommes. Au sud du Tyrol, Andreas Hofer lance un appel aux compagnies tyroliennes qu’il invite à se réunir à Sterzing. Hofer rattrape Chasteler à Bruneck et tente de le convaincre de rester au Tyrol. Chasteler a des ordres et hésite. Dans un premier mouvement il cède et rebrousse chemin avec ses 8 000 hommes, mais deux jours plus tard il change à nouveau d’avis et repart pour l’Autriche. Il envoie un ordre de repli au général Buol, le chef de son arrière-garde, mais le message est intercepté par les Tyroliens et n’est pas transmis. 

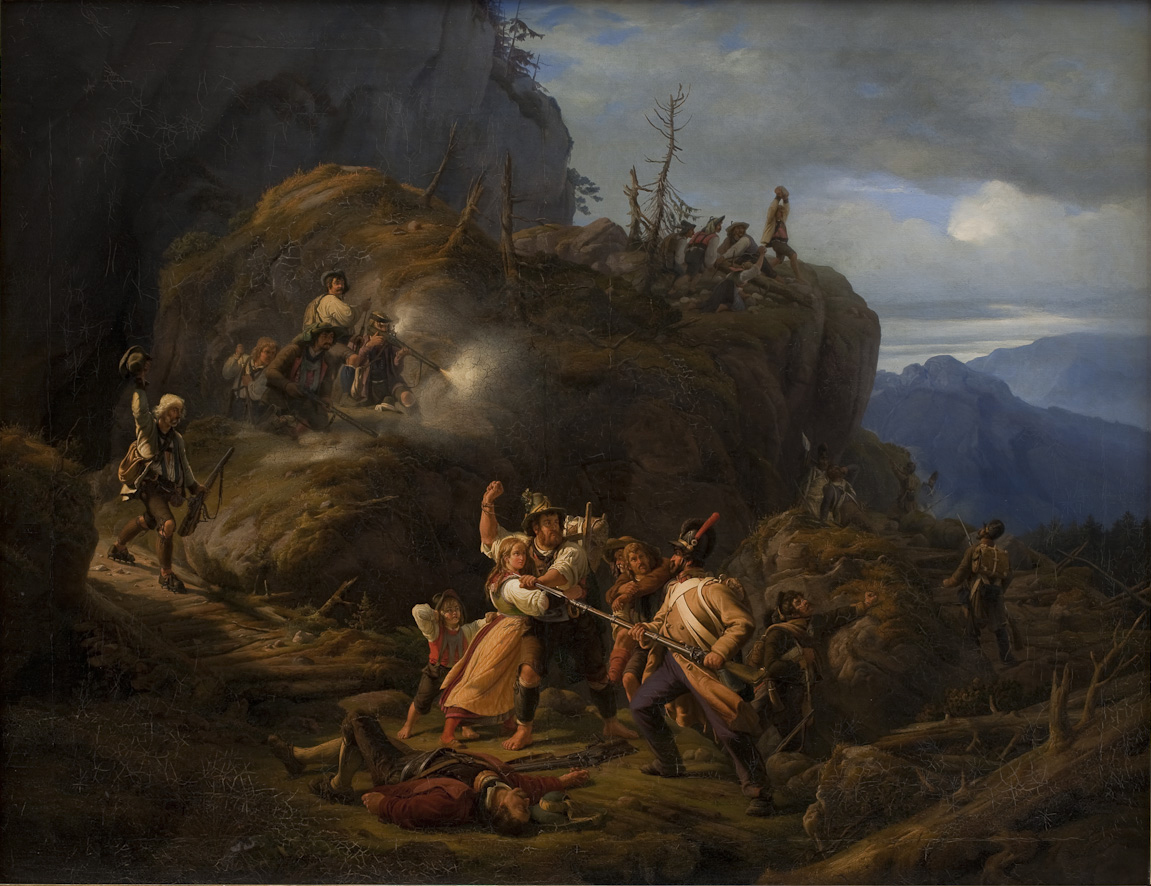
Scène de la guerre du Tyrol en 1809, huile sur toile de Niels Simonsen, 1837, Statens Museum for Kunst.

Le 23 mai, Hofer, à la tête de plusieurs milliers de paysans gagne le Brenner. Apprenant que Lefebvre a quitté Innsbruck avec le gros de ses troupes, les Tyroliens décident d’attaquer la ville. Le 25 mai, 6 000 Tyroliens rencontrent les Bavarois au Bergisel, une colline au sud d'Innsbruck. La bataille est indécise et les deux camps restent sur leurs positions. Mais les insurgés reçoivent ensuite des renforts et quatre jours plus tard 14 000 tirailleurs tyroliens et les 900 soldats autrichiens du général Buol lancent une nouvelle attaque au Bergisel. Cette fois les Bavarois sont vaincus et Deroy donne l’ordre d’évacuer Innsbruck. Le 30 mai, les insurgés sont maîtres de la ville, puis bientôt de tout le Tyrol. Le 2 juin, les Bavarois repassent la frontière,.
Après sa victoire, Andreas Hofer se contente de regagner son auberge. Josef von Hormayr retourne au Tyrol et reprend en main le pouvoir civil. Des compagnies de tirailleurs sont chargées de surveiller les frontières et près de 1 000 soldats impériaux autrichiens commandés par le général Buol sont toujours présents dans le pays. Début juin, les Français parviennent à occuper Trente mais ils en sont rapidement chassés. Les Tyroliens mettent à nouveau le siège devant Kufstein le 12 juin mais sans parvenir à prendre la place, la seule au Tyrol encore aux mains des Bavarois.
Le 22 mai, l'archiduc Charles bat Napoléon à la Bataille d'Essling. Dans une proclamation datée du 29 mai, l’empereur François Ier promet aux Tyroliens de ne jamais accepter leur séparation de la couronne autrichienne. Mais le 6 juillet, Napoléon remporte une victoire décisive à Wagram. Le 12 juillet l’armistice de Znaïm est signée par l’archiduc Charles sans avoir consulté son frère l'empereur. Le quatrième article stipule le rattachement du Tyrol et du Vorarlberg au royaume de Bavière. Le 29 juillet, sur ordre, Buol évacue le Tyrol avec les dernières troupes impériales.

## Deuxième offensive de Lefebvre

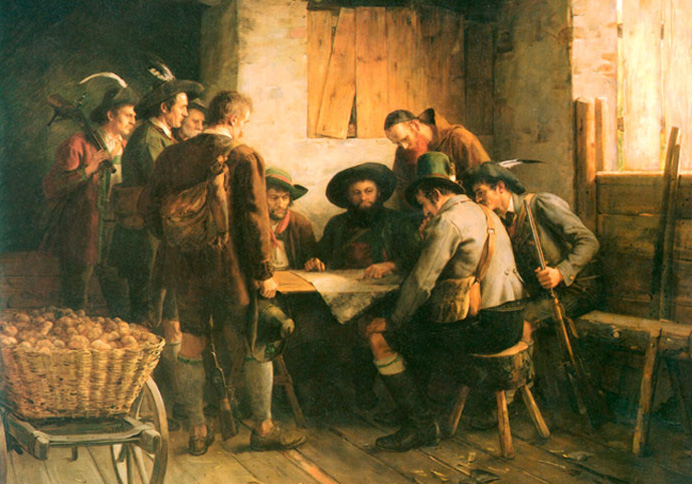
Conseil de guerre d'Andreas Hofer, huile sur toile de Franz Defregger, 1897.

Mi-juillet, Lefebvre est de retour au Tyrol pour lancer une seconde offensive. L’armée principale se rassemble à Salzbourg. Elle compte deux divisions bavaroises commandées par le prince Louis et Bernhard von Deroy et une division saxonne commandée par Rouyer. Le général Pelletier de Montmarie se déploie à la frontière bavaroise et Beaumont est chargé d’occuper le Vorarlberg. À l’est, Rusca et Baraguey d’Hilliers doivent attaquer depuis la Carinthie et au sud le général Peyri doit marcher depuis Vérone sur la vallée de l’Adige à la tête d’une division italienne. En tout 20 000 soldats enserrent le Tyrol.
Le 27 juillet, l’armée de Lefebvre entre au Tyrol. Démoralisés, les Tyroliens se débandent et n’opposent qu’une faible résistance. Dès le 30 juillet, Innsbruck est occupée par Lefebvre. Napoléon donne l’ordre à son maréchal d’exercer la plus grande rigueur contre les rebelles tyroliens, il exige 150 otages, le pillage et l’incendie de six gros villages, le désarmement du pays et donne l'ordre de faire fusiller tout Tyrolien pris les armes à la main.
Mais au Passeiertal, Hofer reprend les armes et organise une nouvelle levée des compagnies de tirailleurs. Le 1er août, Lefebvre envoie Rouyer et ses Saxons occuper Brixen. La division traverse le pays sans rencontrer de résistance mais le 4 août elle tombe dans une embuscade à Franzensfeste. Pris aux piège dans une gorge, écrasés par des troncs et des rochers, 1 000 Saxons sont tués, blessés, ou faits prisonniers. Lefebvre accourt avec 7 000 Bavarois, renvoie Rouyer sur Innsbruck et marche sur Brixen. Mais le terrain devenu impraticable l’oblige à rebrousser chemin. De retour à Sterzing, il trouve la ville aux mains des tirailleurs menés par Andreas Hofer. Lefebvre contourne par le col du Brenner et parvient à s’échapper mais ses soldats doivent abandonner leurs canons et leurs chevaux pour pouvoir gravir le terrain montagneux. Harcelés par les Tyroliens embusqués, les Bavarois regagnent Innsbruck en déroute. Le 9 août, un régiment bavarois est également écrasé à Pontlatzer Brücke, près de Prutz. Le 13 août, 18 000 Tyroliens menés par Hofer engagent une nouvelle bataille au Bergisel. Après plusieurs heures de combats, Lefebvre ordonne la retraite. À court de vivres et de munitions les Bavarois et les Saxons évacuent Innsbruck le 14 août et se replient sur la Bavière. Les pertes sont très lourdes pour Lefebvre, qui en trois semaines de campagne a perdu la moitié de ses hommes, soit 4 000 tués ou blessés et 6 000 prisonniers,.

## La régence de Hofer

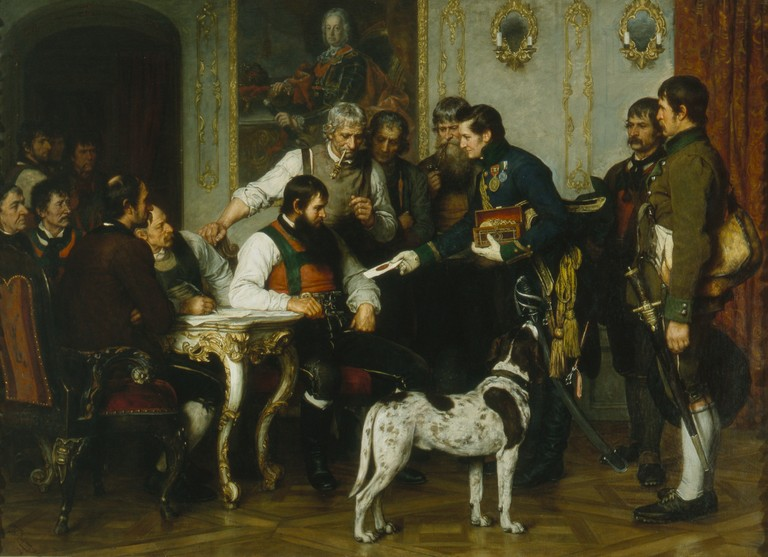
Andreas Hofer et son conseil à la Hofburg à Innsbruck, huile sur toile de Franz Defregger, 1879.

Maître d’Innsbruck, où il est accueilli triomphalement, Andreas Hofer s’autoproclame « régent du Tyrol » et établit un gouvernement provisoire dans l’attente de la restitution du Tyrol à l’Autriche et le rétablissement de la Diète. Le 19 août, il lance un appel à l’empereur. Un conseil d’une douzaine de personnes, tous paysans ou aubergistes, est formé. Conscient de son manque de compétence dans le domaine administratif, Hofer rappelle les fonctionnaires. En septembre il se rend au Sud, fait arrêter au passage deux capitaines de tirailleurs qui avec leurs bandes se livraient au brigandage puis gagne Bozen où à sa demande Josef von Giovanelli devient son conseiller. Cependant le gouvernement connaît une grande pénurie d’argent, ce qui provoque la disette.
Militairement, le Tyrol peut compter sur 36 000 tirailleurs et 40 000 miliciens et même une cinquantaine de soldats impériaux autrichiens ayant déserté l’armée de Buol pour combattre avec Hofer. Les territoires les plus favorables à l’insurrection se situent dans les environs de Brixen, Bozen et Meran. Les paysans, le bas-clergé et la noblesse sont les plus dévoués à l’insurrection, la bourgeoisie, le haut-clergé et les populations de villes, bien qu'également en partie favorable aux Habsbourg, se montrent en revanche plus tièdes et suscitent parfois la méfiance.  
En septembre, le père capucin Haspinger et Josef Speckbacher lancent une expédition dans le pays de Salzbourg afin d’étendre la rébellion. Les Tyroliens battent les Bavarois au col de Lueg, prennent Hallein mais peu de Salzbourgeois les rejoignent et une contre-attaque menée par Lefebvre les oblige à rebrousser chemin,.

## La paix de Schönbrunn
Mais Napoléon occupe toujours Vienne et des rumeurs contradictoires circulent au Tyrol sur les négociations entre la France et l’Autriche. François Ier envoie cependant 3 000 ducats à Hofer. Le 26 septembre, le général Peyri à la tête de 4 000 Italiens reprend Trente. Eisenstecken contre-attaque avec 20 000 hommes, stoppe la progression italienne et campe devant Trente. Mais le 10 octobre, les Italiens font une sortie qui provoque la panique chez les Tyroliens et les met en déroute. 
Le 14 octobre, l'Autriche et la France signent la paix de Schönbrunn. Napoléon a catégoriquement refusé que le Tyrol, position stratégique reliant la Bavière à l’Italie, soit restitué à l’Autriche. Si François Ier et surtout l’archiduc Jean en ont réclamé la restitution, le ministre autrichien des Affaires étrangères, Klemens Wenzel von Metternich, s’y est montré indifférent. À l’issue des négociations, les Habsbourg perdent de nombreux territoires dont le Tyrol et le Vorarlberg qui sont une nouvelle fois rattachés à la Bavière. Napoléon promet cependant son pardon à tous les insurgés qui mettront bas les armes.

## Offensive du prince Eugène de Beauharnais

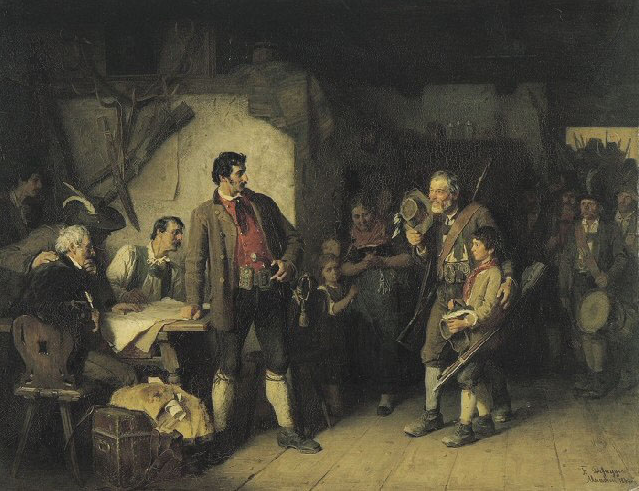
Speckbacher et son fils à l'auberge St. Johann, huile sur toile de Franz Defregger, 1896.

Le jour même de la signature du traité, Napoléon charge le général et vice-roi d'Italie Eugène de Beauharnais de soumettre le Tyrol. Au total, 42 000 hommes sont placés sous ses ordres. Le général français Drouet d’Erlon attaque au nord à la tête de trois divisions bavaroises, le général Baraguey d'Hilliers se déploie au sud-est avec l’armée d'Italie, elle aussi forte de trois divisions. Au sud, Peyri est remplacé par Vial. L'attaque principale se fait cette-fois ci par le sud, dans la vallée de l’Adige, moins facilement défendable.
Les Bavarois franchissent la frontière les premiers, le 16 octobre. Le lendemain, ils écrasent les tirailleurs de Speckbacher à Melleck. Dans le camp tyrolien, le moral des troupes décline, les hommes ne touchent que difficilement leurs soldes, beaucoup commencent à déserter. Hofer abandonne Innsbruck le 21 octobre et se retranche au Bergisel avec 8 000 hommes. Le 22, il envoie à l’empereur François Ier d'Autriche un appel à l’aide,.
Les Bavarois prennent Innsbruck sans combattre le 25 octobre. Le 27, Hofer apprend la signature du traité de Schönbrunn. Bouleversé, il engage des négociations avec les Bavarois mais le père Haspinger le fait changer d’avis. La bataille s’engage le 1er novembre, mais en une heure les Bavarois mettent les Tyroliens en déroute et s'emparent du Bergisel. Les vaincus se replient sur le col du Brenner. Le même jour, les troupes de Baraguey d’Hillier entrent au Tyrol. Sur les conseils du père Daney et de Jakob Sieberer, Hofer décide de déposer les armes et rédige une soumission à l'adresse d'Eugène de Beauharnais,.

## Derniers sursauts

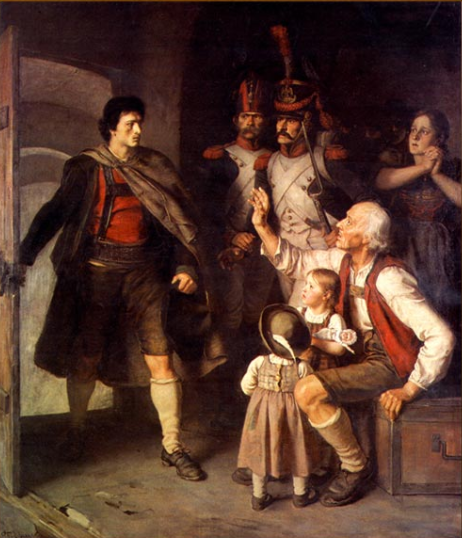
Peter Sigmair, huile sur toile de Franz Defregger, 1893.

Le père Daney et Jakob Sieberer rencontrent Eugène de Beauharnais le 5 novembre. Celui-ci accepte la soumission et promet la clémence. Cependant quelques chefs tyroliens refusent la capitulation, notamment Peter Mayr qui vient trouver Hofer et l’accuse de félonie. Influençable, Hofer fait volte-face et se résout à ordonner la reprise des hostilités. Le 8 novembre, Daney et Sieberer rejoignent à leur tour Hofer et parviennent à lui faire signer une nouvelle déclaration de soumission. Le 9, Hofer regagne son auberge, les compagnies sont démobilisées et les prisonniers relâchés. Seuls Peter Mayr et Johann von Kolb poursuivent le combat, mais ils sont écrasés le 8 novembre  au Pustertal par les troupes du général Rusca.
Le Tyrol tout entier est occupé. Mais les derniers irréductibles viennent trouver Hofer à son auberge et lui demandent de se mettre à leur tête. Le 12 novembre, il reprend de nouveau les armes. Aveuglé et influencé par le père Haspinger, Hofer refuse désormais qu’on lui parle de paix et va jusqu’à menacer de mort le père Daney et Sieberer. Néanmoins de nombreux Tyroliens refusent de le suivre et de poursuivre le combat. Le 16 novembre, à Meran, les insurgés attaquent et battent les Italiens de Rusca qui se replient sur Bozen. Deux jours plus tard, une colonne française est attaquée à Sankt Leonhard in Passeier, les Français se retranchent dans le village mais encerclés, ils se rendent après quatre jours de combats.
Mais ces victoires restent sans lendemain, le général Louis Baraguey d'Hilliers arrive avec des renforts et les tirailleurs se dispersent. Le 2 décembre, une ultime attaque contre Bruneck est repoussée. Le 12 novembre, Eugène de Beauharnais promulgue un décret, il laisse cinq jours aux Tyroliens pour mettre bas les armes, passé ce délai, tous ceux pris les armes à la main seront fusillés. Speckbacher, Straub, Haspinger et von Kolb s’enfuient à l’étranger. La répression se met en place et est surtout sévère à Bozen et Brixen, où plusieurs Tyroliens sont exécutés sur la place de la cathédrale. Dans l'Est, le général Broussier préside un tribunal militaire qui fait fusiller plusieurs prisonniers. Peter Mayr est exécuté le 10 février 1810.
Andreas Hofer refuse de se rendre au général Baraguey d'Hilliers malgré la promesse d’avoir la vie sauve, il refuse également de quitter le Tyrol et se cache. Sa tête est alors mise à prix 1 500 florins. Hofer, accompagné de sa famille et de son secrétaire Kajetan Sweth, se réfugie dans une cabane dans les montagnes à la Plandlerhütte. Mais au bout de huit semaines, il est dénoncé par Franz Ralff, un ancien tirailleur. Le 27 janvier, Andreas Hofer est arrêté par des soldats français et italiens, puis enfermé dans la forteresse de Mantoue. Informé, Napoléon ordonne qu’il soit exécuté dans les 24 heures. Jugé, Andreas Hofer est condamné à mort et fusillé le 20 février 1810.

## Suites
La mort d’Andreas Hofer marque la fin de la rébellion. Le 28 février 1810, le Tyrol est partagé entre la Bavière et l’Italie. La conscription est rétablie et 4 000 Tyroliens sont incorporés dans l’armée bavaroise, ils participent notamment à la campagne de Russie. En août 1813, à la suite de la Sixième Coalition, l’Autriche rompt son alliance avec la France et reprend une partie du Tyrol. En octobre, la Bavière elle-même se retourne contre la France et rejoint la coalition. Des milliers de paysans menés par Speckbacher, Haspinger, Eisenstecken et Sieberer se rassemblent pour réclamer la restitution du Tyrol à l’Autriche. Le 30 mai 1814, lors du Congrès de Vienne, la Bavière rétrocède officiellement le Tyrol aux Habsbourg.

## Bilan humain
En 1991, Jean Sévillia indique que la guerre a fait 2 500 morts dans le camp tyrolien et 5 000 chez les Franco-Bavarois et leurs alliés
En 2023, dans L'Infographie de l'Empire napoléonien, les historiens Vincent Haegele et Frédéric Bey évaluent le bilan de révolte de 5 000 à 10 000 morts au total